# Chiesa di San Venceslao (Spalt)
La chiesa di San Venceslao (in tedesco Kirche Sankt Wenzeslaus) è la parrocchiale di Theilenberg, frazione del comune di Spalt, nel Land della Baviera in Germania. Si tratta di una chiesa appartenente al decanato Roth-Schwabach, 
nella diocesi di Eichstätt, suffraganea dell'arcidiocesi di Bamberga che risale al XII secolo ed è considerata monumento culturale bavarese.

## Storia

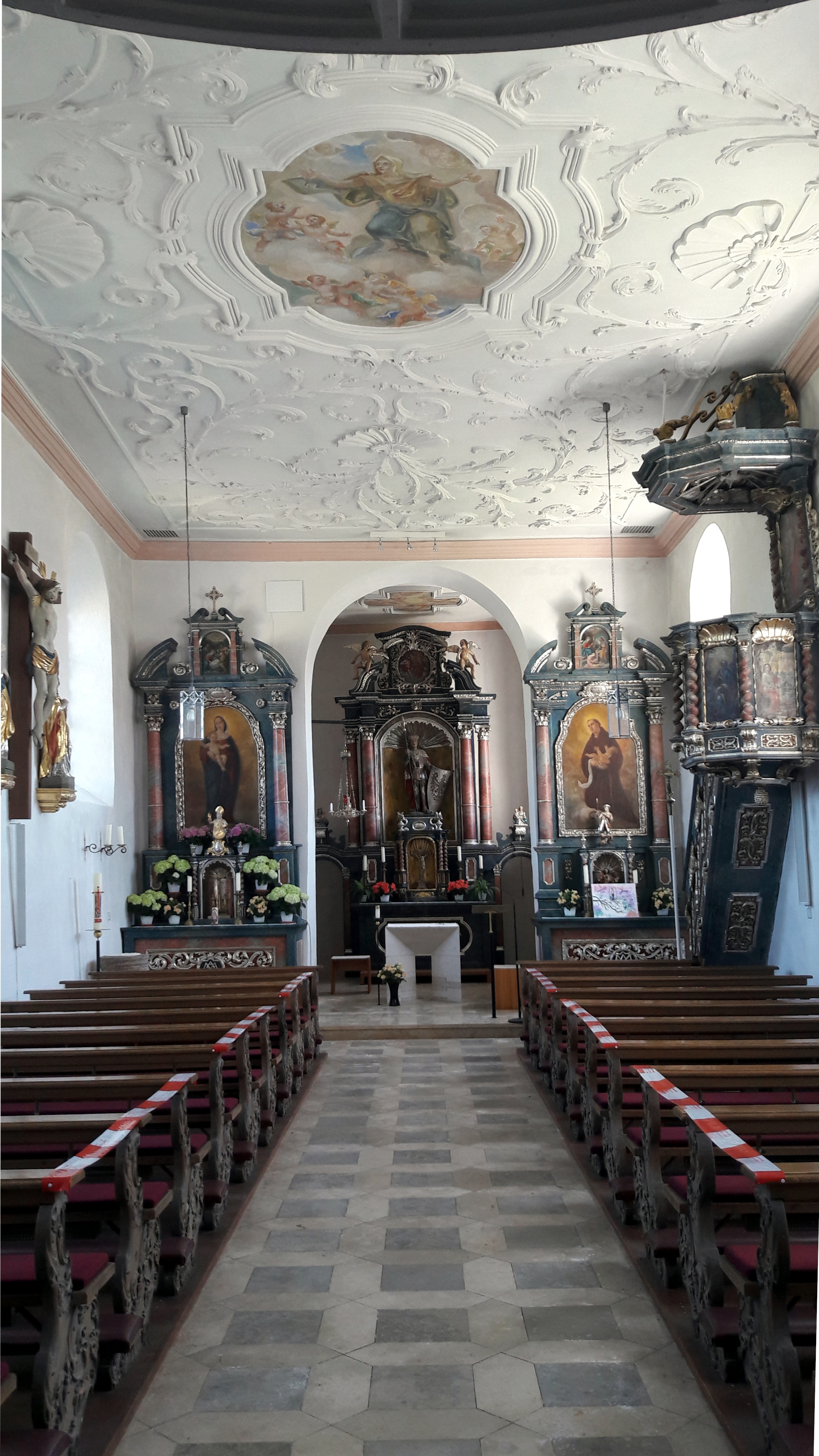
Interno della sala con altare maggiore

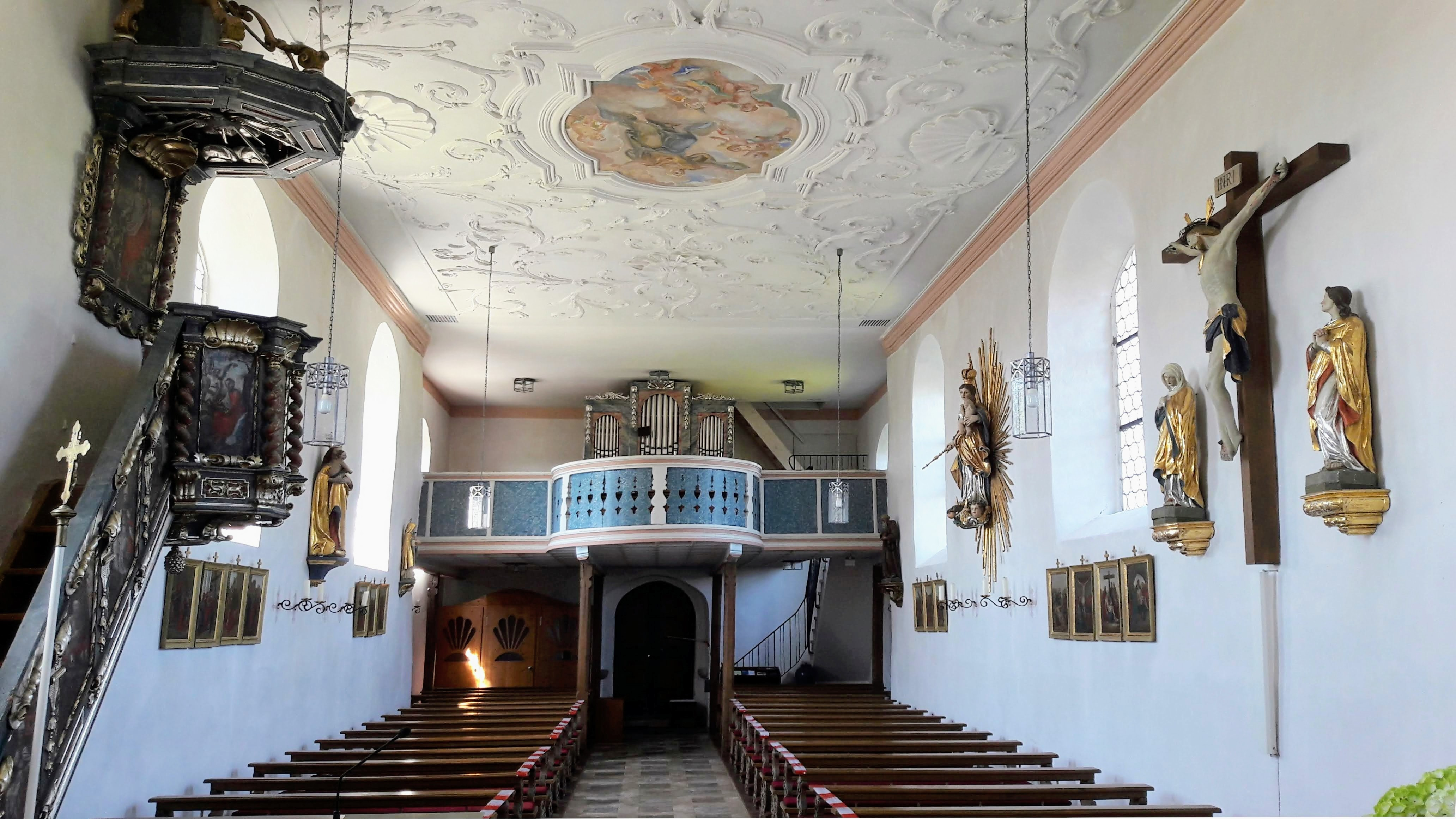
Interno della sala con ingresso e organo in controfacciata

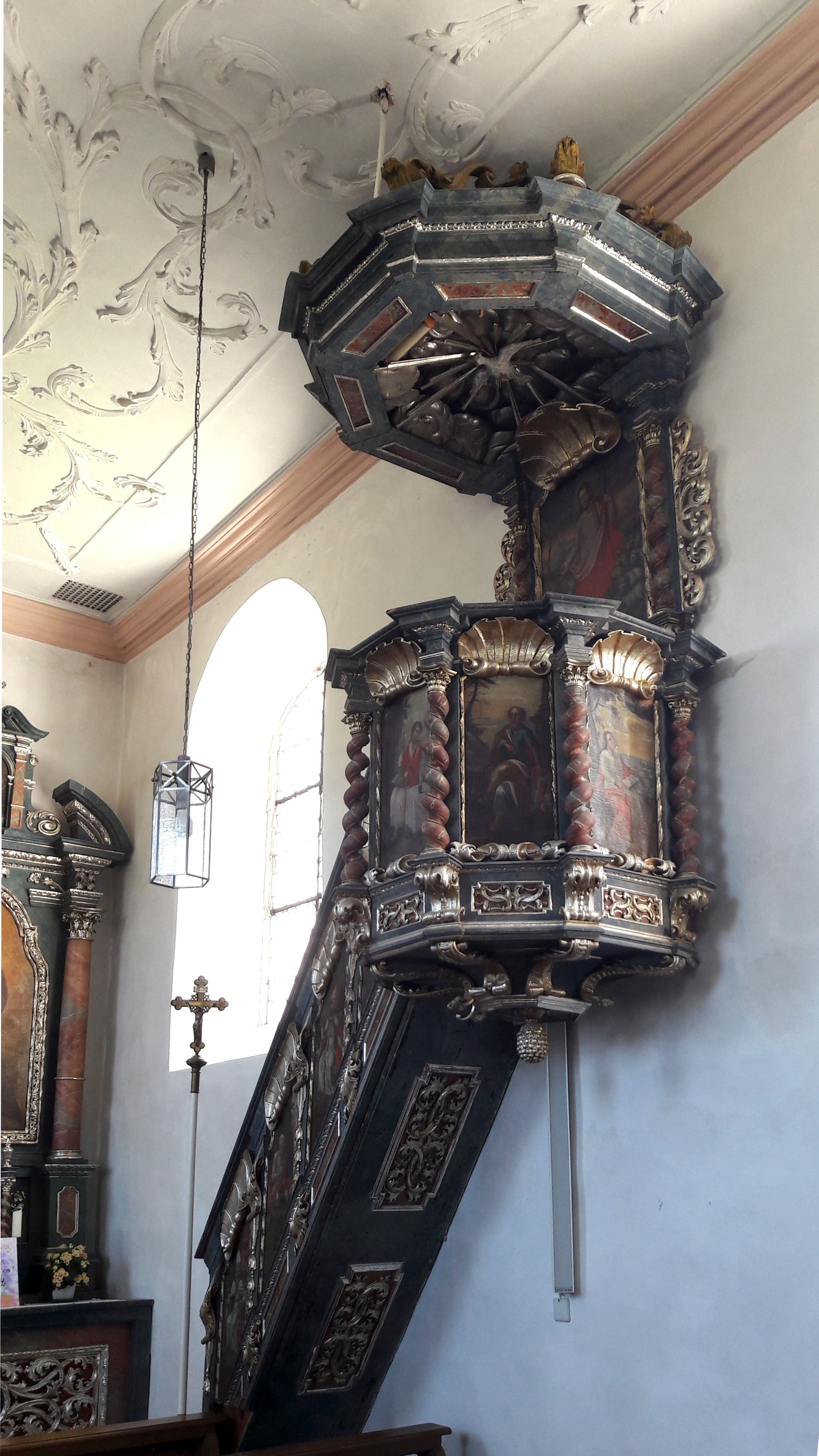
Pulpito

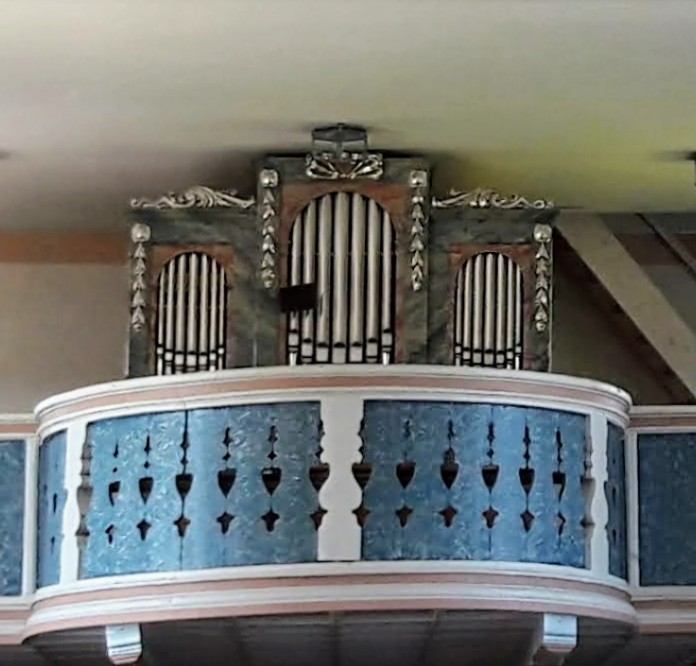
Organo a canne in cantoria

Il monastero di Heilsbronn ricevette la chiesa in dono da Rapoto, conte di Abenberg, nel 1166, e oltre due secoli più tardi risultò appartenere alla città di Spalt. Durante la guerra dei trent'anni la chiesa, la canonica, la casa del sagrestano e la piccola camera mortuaria subirono gravi danni e fu solo nel 1654 che vennero eseguiti i primi lavori di restauro. Nel 1714 la navata fu ampliata e decorata con stucchi, e l'altare maggiore risale a questo periodo. La solenne consacrazione della chiesa parrocchiale fu celebrata il 24 luglio 1724. La costruzione del campanile della chiesa fu realizzata nel 1753 su progetto dello scultore di corte di Eichstätter Mathias Seybold, originario di Wernfels. L'organo a canne venne installato nel 1887 da Joseph Franz Bittner di Norimberga (il nuovo organo fu costruito nel 2002). Gli ultimi interventi di restauro conservativo si sono realizzati tra il 1995 e il 1996. La consacrazione del nuovo altare si è tenuta nel 2004 alla presenza dell'allora vescovo di Eichstätt Walter Mixa.

## Descrizione

### Esterni
La chiesa di San Venceslao si trova a Theilenberg, frazione a nord ovest di Spalt nel Land della Baviera in Germania. Il luogo di culto è stato oggetto di un intervento ricostruttivo nel XVIII secolo e si presenta in stile neoclassico. La struttura dominante è il grande campanile a est con l'orologio e una copertura ad elmo ricurvo a otto facce rivestito di ardesia. Le campane nella cella sono tre, una in acciaio Bochum del 1924, una in bronzo del 1423 e la Marienglocke del 1956. La copertura del tetto della chiesa è a due falde. Attorno alla chiesa si trova il cimitero della comunità.

### Interni
La navata interna è unica. Il soffitto della navata e del presbiterio è piano, la parte che copre la navata è decorata da stucchi d'acanto. L'arredo della chiesa comprende altari del 1714 e il pulpito realizzato nel 1720. C'è una statua raffigurante San Venceslao della prima metà del XVII secolo. L'organo a nove registri su manuale e pedaliera è stato costruito dietro la vecchia facciata nel 2002 da Orgelbau Sandtner in sostituzione di quello storico realizzato da Joseph Franz Bittner nel 1887. l'altare maggiore ha passaggi laterali ed il medaglione in alto rappresenta la Trinità. Sotto l'altare si può vedere il luogo dove è custodita la reliquia di San Venceslao. L'immagine sul paliotto raffigura la Sacra Famiglia. Gli altari laterali furono costruiti contemporaneamente all'altare maggiore e dallo stesso artista, solo le decorazioni sono successive. Il pulpito del XVIII secolo è decorato con raffigurazioni di Cristo e dei Quattro evangelisti. Il fonte battesimale a sinistra davanti all'altare laterale risale al XVII secolo.

### Monumento culturale della Baviera
La tutela dei monumenti della Baviera considera la chiesa di San Venceslao di Spalt un monumento culturale tutelato con la sigla D-5-76-147-279.